# Iulia et Délia Zanoschi
 (septembre 2024).
Pas d'image ? Cliquez ici
Sept sommets
Iulia Jaso (née Iulia Zanoschi) et Delia Wookey (née Delia Zanoschi), nées le 25 octobre 1988, sont des sœurs jumelles roumaines connues pour leurs ascensions en alpinisme.

## Enfance et éducation
Nées et élevées à Iași, en Roumanie, par des professeurs de mathématiques au lycée, Adrian et Gabriela Zanoschi,, les sœurs ont fréquenté le Collège National et ont obtenu le Baccalauréat roumain,,. Elles ont obtenu des diplômes en commerce de l'Académie des Études Économiques de Bucarest et de l'Université de la Sorbonne en 2010, suivis d'un Master en Finance de HEC Paris en 2011. En 2016, Iulia a suivi des cours à la Wharton School de l'Université de Pennsylvanie et Delia à la Harvard Business School, obtenant toutes deux des MBA,,.

## Alpinisme
Les sœurs ont commencé leur aventure en alpinisme avec l'ascension du mont Kilimanjaro en 2017,, et ont relevé le défi des Sept Sommets, escaladant les plus hauts sommets de chaque continent,,,. En mai 2021, elles sont devenues les premières jumelles européennes et les plus jeunes femmes roumaines à atteindre le sommet de l'Everest,,,,,,. En janvier 2022, elles sont devenues les premières Roumaines à atteindre le sommet du Vinson Massif, complétant la liste de Bass des Sept Sommets,. Elles ont complété les Sept Sommets Volcaniques avec le mont Damavand en mai 2022,,,.

### Les Sept sommets
| No. | Sommet          | Altitude     | Continent        | Date      |
| --- | --------------- | ------------ | ---------------- | --------- |
| 1   | Kilimandjaro,   | 5 895 mètres | Afrique          | Oct 2017  |
| 2   | Mont Kosciuszko | 2 228 mètres | Australie        | Jan 2018  |
| 3   | Elbrouz         | 5 642 mètres | Europe           | Août 2018 |
| 4   | Aconcagua       | 6 961 mètres | Amérique du Sud  | Jan 2019  |
| 5   | Everest,        | 8 848 mètres | Asie             | Mai 2021  |
| 6   | Denali,         | 6 190 mètres | Amérique du Nord | Juin 2021 |
| 7   | Vinson Massif,  | 4 892 mètres | Antarctique      | Jan 2022  |

### Les Sept sommets volcaniques
| No. | Sommet          | Altitude     | Continent        | Date      |
| --- | --------------- | ------------ | ---------------- | --------- |
| 1   | Kilimandjaro    | 5 895 mètres | Afrique          | Oct 2017  |
| 2   | Elbrouz         | 5 642 mètres | Europe           | Août 2018 |
| 3   | Pic d'Orizaba   | 5 636 mètres | Amérique du Nord | Nov 2018  |
| 4   | Mont Giluwe     | 4 367 mètres | Australie        | Nov 2019  |
| 5   | Ojos del Salado | 6 893 mètres | Amérique du Sud  | Jan 2020  |
| 6   | Mont Sidley     | 4 285 mètres | Antarctique      | Déc 2021  |
| 7   | Mont Damavand   | 5 609 mètres | Asie             | Mai 2022  |

## Vie personnelle
Iulia et Delia résident actuellement à Seattle (Washington),,,,,.